# Capuchon (papillon)
Ptilodon cucullina
Pour les articles homonymes, voir Capuchon.
Espèce
Le Capuchon, Ptilodon cucullina, est une espèce d'insectes lépidoptères (papillons) de la famille des Notodontidae.
- Répartition : Europe et Asie paléarctique.
- Envergure du mâle : 16 à 20 mm.
- Période de vol : de mai à octobre en deux générations.
- Habitat : bois.
- Plantes-hôtes : Acer campestre, Quercus, Ulmus, Sorbus.

## Source
- P.C. Rougeot, P. Viette, Guide des papillons nocturnes d'Europe et d'Afrique du Nord, Delachaux et Niestlé, Lausanne 1978.